# Bävertjärnen (Arvidsjaurs socken, Lappland)
Bävertjärnen är en sjö i Arvidsjaurs kommun i Lappland och ingår i Byskeälvens huvudavrinningsområde.